# Боламык
Боламык (тат. Боламык) — посёлок в Сармановском районе Татарстана. Входит в состав Муртыш-Тамакского сельского поселения.

## География
Находится на реке Мензеля, в 5 км к югу от села Сарманово.

## История
Основан в первой половине XVIII века. До 1860-х годов жители относились к сословию государственных крестьян. Занимались земледелием (в конце XIX века земельный надел сельской общины составлял 488,7 десятины, разведением скота, работали по найму в помещичьих имениях.  
В «Списке населенных мест по сведениям 1870 года», изданном в 1877 году, населённый пункт упомянут как деревня Баламыкова (Акимбаева) 2-го стана Мензелинского уезда Уфимской губернии. Располагалась при речке Мензеле, по левую сторону коммерческого тракта из Бирска в Мамадыш, в 65 верстах от уездного города Мензелинска и в 13 верстах от становой квартиры в селе Александровское (Кармалы). В деревне, в 25 дворах жили 147 человек (татары, 68 мужчин и 79 женщин).
До 1920 года посёлок входил в Альметь-Муллинскую волость Мензелинского уезда Уфимской губернии. С 1920 года в составе Мензелинского, с 1922 — Челнинского кантонов ТАССР. С 10.08.1930 в Сармановском районе. Исключён из учётных данных в связи со слиянием с селом Муртыш Тамак 26.10.1967. Вновь зарегистрирован как самостоятельный населённый пункт 18.09.1997.

## Население
| 1816 | 1859 | 1870 | 1913 | 1920 | 1926 | 1938 | 1949 | 1958 | 2000 |
| ---- | ---- | ---- | ---- | ---- | ---- | ---- | ---- | ---- | ---- |
| 32   | 192  | 147  | 261  | 286  | 249  | 212  | 118  | 83   | 28   |

Национальный состав села — татары.

## Экономика
Полеводство, овцеводство.